# Прва крајишка пролетерска ударна бригада
Прва крајишка пролетерска народно-ослободилачка ударна бригада формирана је након ослобођења Приједора,
21. маја 1942. године у селу Ламовити од бораца из Првог, Другог, Трећег и Петог крајишког партизанског одреда. При формирању имала је четири батаљона са укупно 1.186 бораца, од којих су њих 284 били чланови КП Југославије, а око 300 чланови СКОЈ-а.
Први командант бригаде био је Ивица Марушић Ратко, а политички комесар Велимир Стојнић, обојица народни хероји. Од 9. новембра 1942. године, па до краја рата бригада се борила у саставу Пете крајишке дивизије.
На ратном путу бригаде дугом 21.000 километара, погинуло је 1.309, а рањено око 3.850 бораца. Бригада је током рата шест пута похваљивана од стране Врховног команданта НОВ и ПОЈ Јосипа Броза Тита, а 17 њених бораца је проглашено народним херојима.
Бригада је за своје ратне заслуге поводом десетогодишњице Југословенске народне армије, 22. децембра 1951. године, проглашена пролетерском.
Бригада је одликована Орденом народног ослобођења, Орденом партизанске звезде и Орденом братства и јединства. Поводом тридесетогодишњице победе над фашизмом, 18. маја 1975. године, одликована је и Орденом народног хероја.

## Борбени пут Прве крајишке бригаде
Одмах по формирању бригада је учествовала у борбама против две бојне домобранског бањалучког здруга и четничког пука „Мањача”. Одмах затим, првог дана непријатељске офанзиве на Козару, 11. јуна 1942. године, бригада је водила једну од најтежих борби на свом ратном путу. Тога дана, у близини железничке станице Пискавица, наносећи велике губитке непријатељу, погинуло је 50, а рањено 53 бораца.
Заузимање Добрљина, 3. јула 1942. године, и заробљавање Треће бојне Треће домобранске пуковније, напади на Босански Нови и Дубицу, као и друга борбена дејства Прве крајишке бригаде, била су усмерена на растерећивање притиска на снаге Другог крајишког партизанског одреда, опкољеног на Козари. Крајем јула и током августа 1942. године, бригада је, у сарадњи с другим партизанским јединицама, ослободила Кључ и Саницу, нападала Купрес и ослободила Мркоњић-Град. Успехе је имала и у 25-одневним борбама на планини Мањачи с деловима 714. немачке дивизије и припадницима Команде босанских четничких одреда.
У ослобођењу Јајца, 25. септембра 1942. године, Прва крајишка бригада се нарочито истакла убацивањем јединица у град и изненадним нападом на виталне тачке непријатељске одбране. Осим похвале, за постигнуте успехе у борби за ослобођење Јајца, бригади је указана и посебна почаст на дефилеу који је извршила 29. септембра 1942. пред Врховним командантом Јосипом Брозом Титом.
После успешних борби које је постигла октобра 1942. године на Мањачи, и у разбијању чете 716. немачке пешадијске дивизије, Прва крајишка бригада учествовала је у Бихаћкој операцији од 2. до 4. новембра 1942. године. Њен Други батаљон учинио је подвиг када се убацио у град и изазвао пометњу у редовима непријатељске одбране.
У саставу Пете крајишке дивизије, под командом Славка Родића, народног хероја, бригада је ишла из битке у битку: нападала на Босански Нови и Сански Мост; у време Четврте непријатељске офанзиве водила је изузетно тешке борбе с деловима немачке 718. дивизије и Трећег горског здруга на правцу надирања Сански Мост-Кључ-Босански Петровац. Одбраном на Пауновцу и код Еминоваца, бригада је знатно допринела концентрацији дивизија главнине снага НОВЈ и њиховој противофанзиви ка долинама река Раме и Неретве.
У марту 1943. године, Прва крајишка бригада се пребацила у средњу Босну, ослободила Тешањ и код Котор Вароши водила успешне борбе с деловима немачке 114. ловачке дивизије. После ослобођења Фојнице, бригада је крајем јуна 1943. године учествовала у заузимању Какња и уништењу погона рудника, а 19. јула, код Хан-Плоче, разбила комбиновану чету немачке 7. СС дивизије „Принц Еуген”.
Једну од највећих акција ратних акција Прва крајишка бригада извела је ноћу између 10/11. августа 1943. године, када је на аеродрому Рајловац, код Сарајева, онеспособила 34 авиона, од којих је 17 запалила, што јој је донело, трећу по реду, похвалу од Врховног команданта НОВ и ПОЈ.
У другој половини 1943. године, бригада је пошла — од Травника и Високог, преко Херцеговине, источне Босне и Санџака — први пут за Србију. Код Вишеграда разбила је четничку Златиборску бригаду и преотела италијански артиљеријски дивизион, а у рејону Златибор-Ужице разбила четничке, немачке и бугарске посаде, постигавши ванредне успехе, посебно у борбама на Кремни. Међутим, захваћена јаком немачком операцијом „Кугелблиц”, бригада је форсирала Дрину и порушила мост, прокрстарила Коњухом и поново се вратила на Дрину; 13. јануара 1944. године ослободила је Фочу, да би, већ средином марта, други пут прешла у Србију. После двомесечних борби на Ибру, Голији, око Косјерића и Ваљева, Прва крајишка бригада је кренула ка Андријевици и Чакору, ослободивши Плав и Гусиње, избила на албанску границу.
Трећи продор у Србију крунисан је победама на Копаонику и код Куршумлије, на аеродрому код Крусевча и железничкој прузи код Витковца, у ослобођењу Ариља и напада на Ужице, код Смедеревске Паланке, и у сусрету с јединицама Црвене армије.
У Београдској операцији, октобра 1944. године и нападу на Смедерево, у ослобођењу Гроцке и борбама под Авалом, у разбијању корпусне групације „Штетнер”, Прва крајишка бригада била је у реду најактивнијих борбених јединица НОВЈ, налазећи се увек на главним правцима удара.
На Сремском фронту водила је, такође, тешке борбе, када је само једног дана 470 бораца избачено из њеног строја, од којих је 130 погинуло. После пробоја Сремског фронта, бригада је учествовала у ослобођењу Брчког, а затим у уништавању непријатеља до последње битке, коју је водила 9. маја 1945. године, у рејону села Марија Бистрица.

## Народни хероји Прве крајишке бригаде
Неки од бораца Прве крајишке пролетерске ударне бригаде, проглашени за народне хероје Југославије су:
- Борко Арсенић, командант бригаде
- Радован Грковић, руководилац Политодјела бригаде
- Драго Ђукић, политички комесар Трећег батаљона
- Бошко Каралић, борац
- Светозар Качар, политички комесар батаљона
- Мирко Кесић, политички комесар Другог батаљона
- Јово Кецман, заменик политичког комесара Другог батаљона
- Цвијо Мазалица, командант бригаде
- Микан Марјановић, командир Прве чете Првог батаљона
- Ивица Марушић Ратко, први командант бригаде
- Петар Мећава, командант батаљона
- Радисав Раја Недељковић, руководилац Политодјела бригаде
- Бранко Поповић, командир чете
- Стево Рауш, командант Првог батаљона
- Драгутин Станић, заменик команданта бригаде
- Велимир Стојнић, први политички комесар бригаде
- Војо Тодоровић, командант бригаде
- Миле Тубић, заменик команданта Првог батаљона